# Molère
Molère is een plaats en voormalige gemeente in het Franse departement Hautes-Pyrénées (regio Occitanie) en telt 38 inwoners (2009). De plaats maakt deel uit van het arrondissement Bagnères-de-Bigorre. Molère is op 1 januari 2017 gefuseerd met de gemeente Benqué tot de gemeente Benqué-Molère. 

## Geografie
De oppervlakte van Molère bedraagt 1,7 km², de bevolkingsdichtheid is dus 22,4 inwoners per km².
De onderstaande kaart toont de ligging van Molère met de belangrijkste infrastructuur en aangrenzende gemeenten.

## Demografie
Onderstaande figuur toont het verloop van het inwonertal (bron: INSEE-tellingen).